# Черепанов, Николай Николаевич
Николай Николаевич Черепанов (1898—1977) — советский геолог, геофизик, лауреат Ленинской премии.

## Биография
Участник Гражданской войны, был ранен.
Окончил Ленинградский университет (1926, астрономо-геофизическое отделение). Ещё студентом участвовал в геологических экспедициях.
В 1925—1944 годах геофизик, заведующий геофизическим сектором геологоразведочного комитета в тресте «Эмбанефть». В 1931—1932 руководил гравиметрическими наблюдениями на Южной Эмбе. Читал лекции по интерпретации гравитационных аномалий в Гурьевском горно-нефтяном техникуме.
С 1945 года работал в Ленинграде во Всесоюзном научно-исследовательском нефтяном геологоразведочном институте (ВНИГРИ).
Кандидат геолого-минералогических наук (1949). Старший научный сотрудник (1950).
Ленинская премия 1966 года — за участие в открытии нефтегазоносной провинции на Южном Мангышлаке и разведке месторождений Узень и Жетыбай.

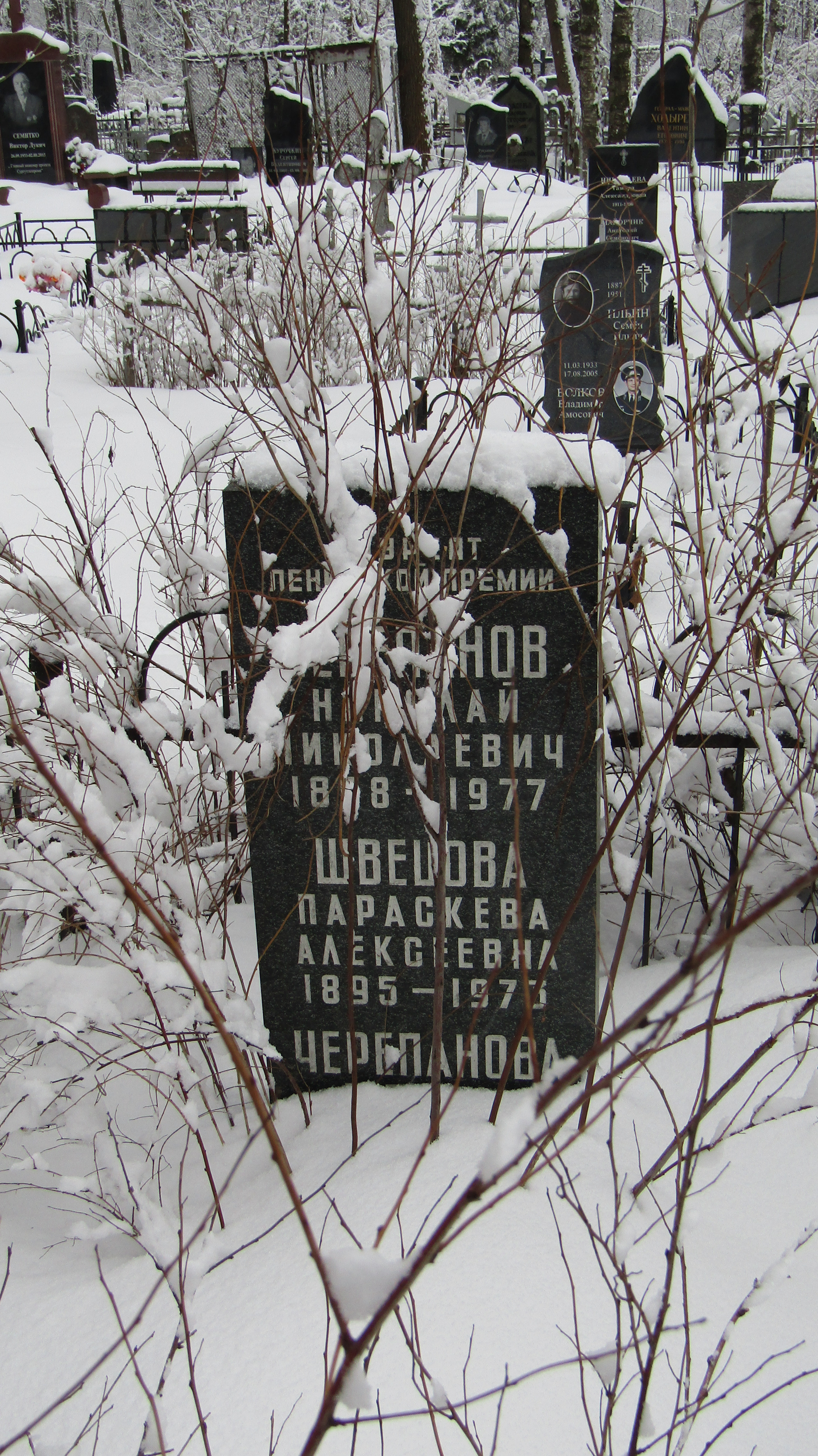
Могила Черепанова Н. Н. Серафимовское кладбище, Санкт-Петербург.

Похоронен на Серафимовском кладбище в Санкт-Петербурге.